# LA Ink
LA Ink, ou L.A. Tatouée Kat Von D au Québec, est une émission de téléréalité américaine en 84 épisodes de 42 minutes diffusée entre le 7 août 2007 et le 15 septembre 2011 sur TLC. Elle suit les aventures du salon de tatouage "High Voltage Tattoo" situé au 1259 North La Brea Avenue à West Hollywood en Californie. L'émission est une série dérivée de Miami Ink.
Au Québec, l'émission est diffusée à partir du 5 septembre 2008 à MusiquePlus.

## Histoire

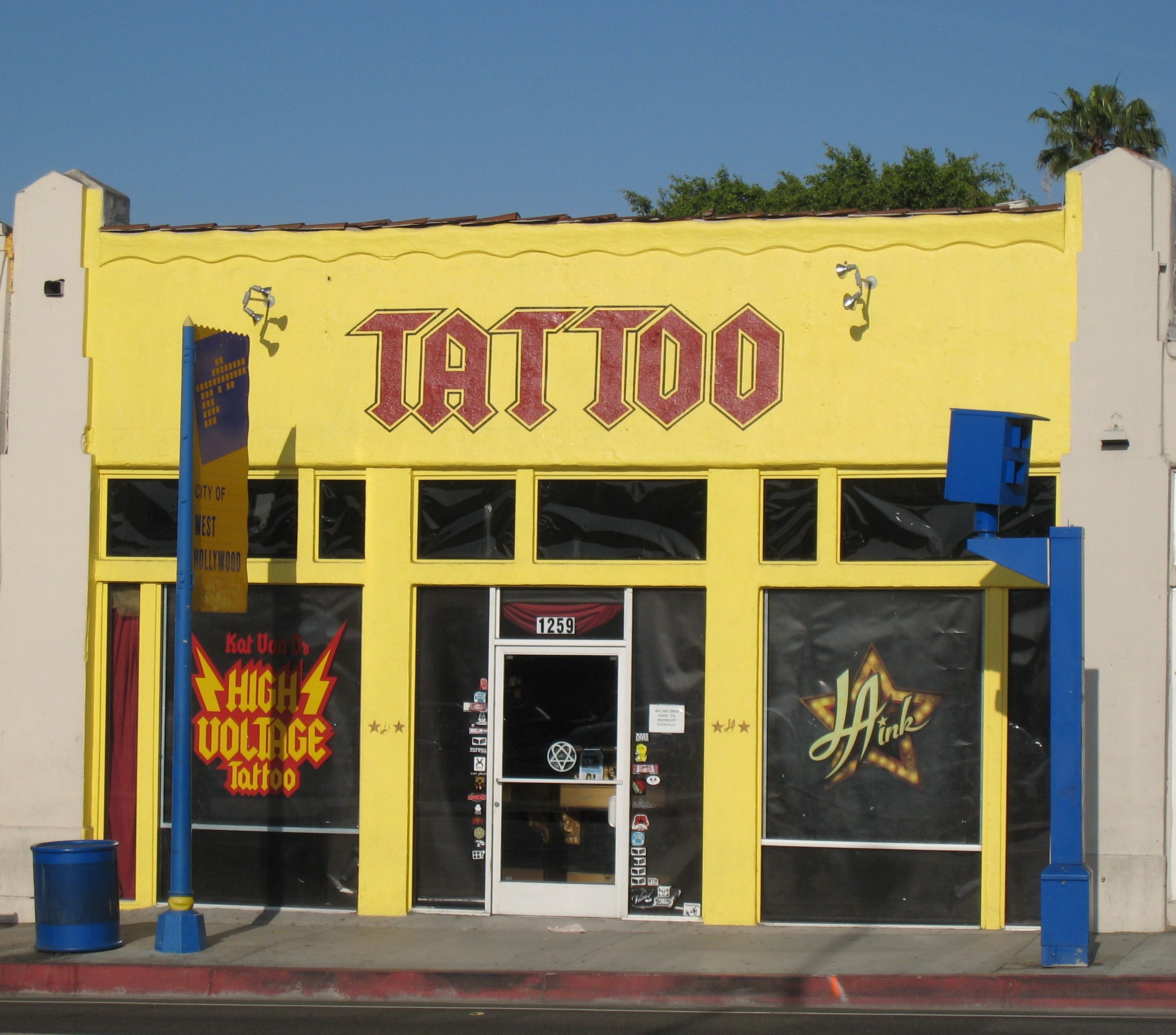
High Voltage Tattoo, Hollywood.

Le salon est tenu par la célèbre tatoueuse Kat Von D, qui commença initialement dans l'émission Miami Ink. Après quelques problèmes avec le propriétaire, Kat Von D retourna à Los Angeles pour créer son propre salon nommé "High Voltage Tattoo". Un spin-off de Miami Ink lui fut offert alors. Accompagnée des artistes Corey Miller, Hannah Aitchison, Kim Saigh et la meilleure amie de Kat Pixie Acia qui dirige le salon.
Miller est un tatoueur de renommée en Californie, il alterne toujours entre son salon le Six Feet Under Tattoo Parlor à Upland dans le comté d'Orange, d'ailleurs son salon servit à Saigh, Aitchison et Kat lors des deux premiers épisodes de l'émission. 
De leur côté, Aitchison et Saigh sont deux artistes tatoueuses qui opéraient à Chicago dans l'Illinois.
Acia quitta l'émission au début de la saison 2, après des disputes avec les autres membres du salon, lui reprochant de ne pas faire son boulot envers le salon.
Chaque épisode inclut plusieurs clients avec leur propres histoires autour du tatouage, et leurs motivations pour choisir leur motif. La série explore aussi les vies des différents membres du salon.
Mise à part Saigh, Aitchison et Miller, Kat Von D emploie douze tatoueurs différents dans son magasin.
Récemment lors d'un communiqué sur son Myspace, Kat Von D annonça le départ de Kim Saigh et Hannah Aitchison de l'émission pour des raisons non expliquées. Cependant, Kim Saigh restera à Los Angeles et ouvrira son propre salon de tatouage avec Rachel Larratt, alors que Hannah revient à Chicago.

### Artistes tatoueurs

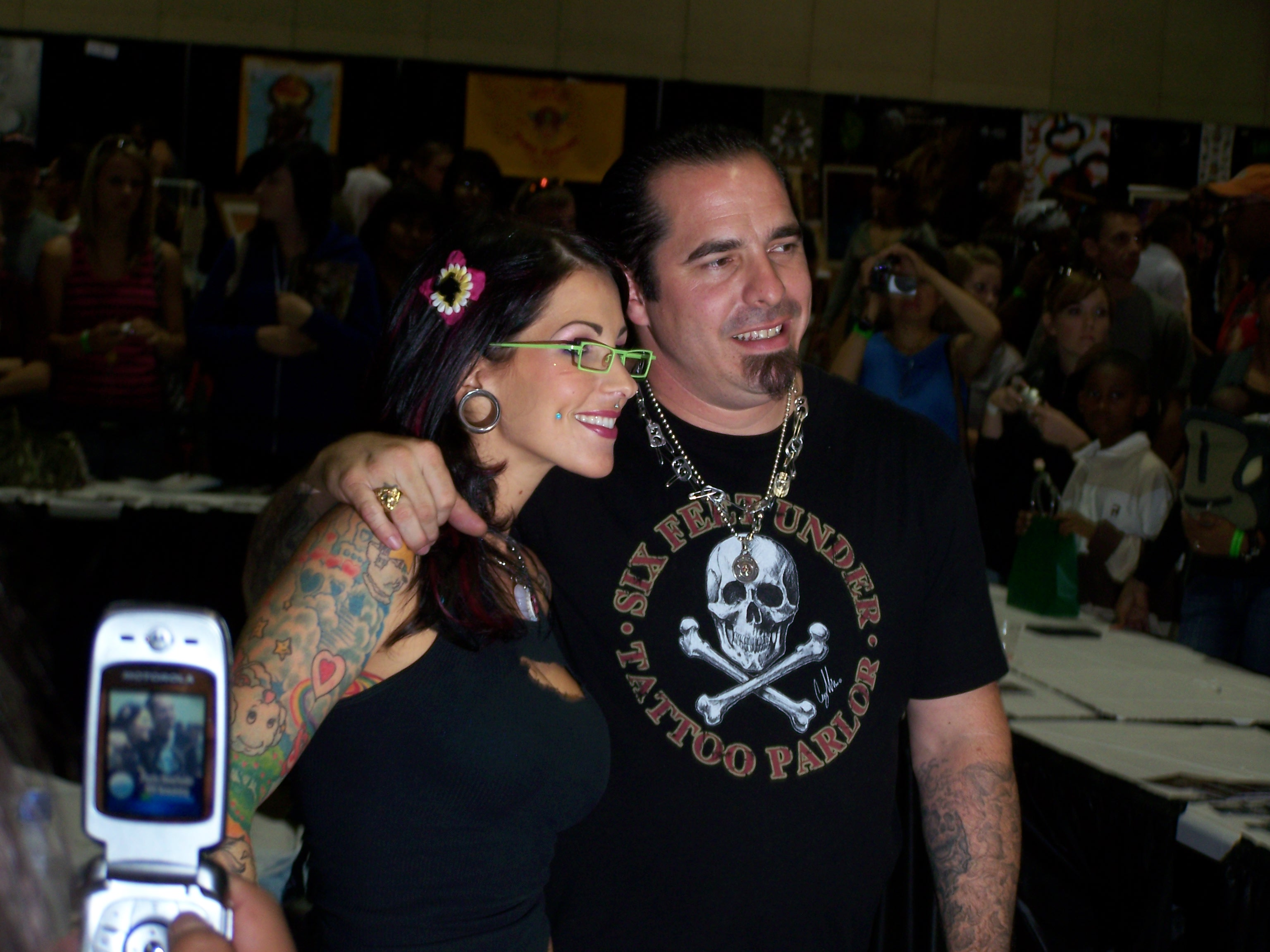
Pixie Acia et Corey Miller

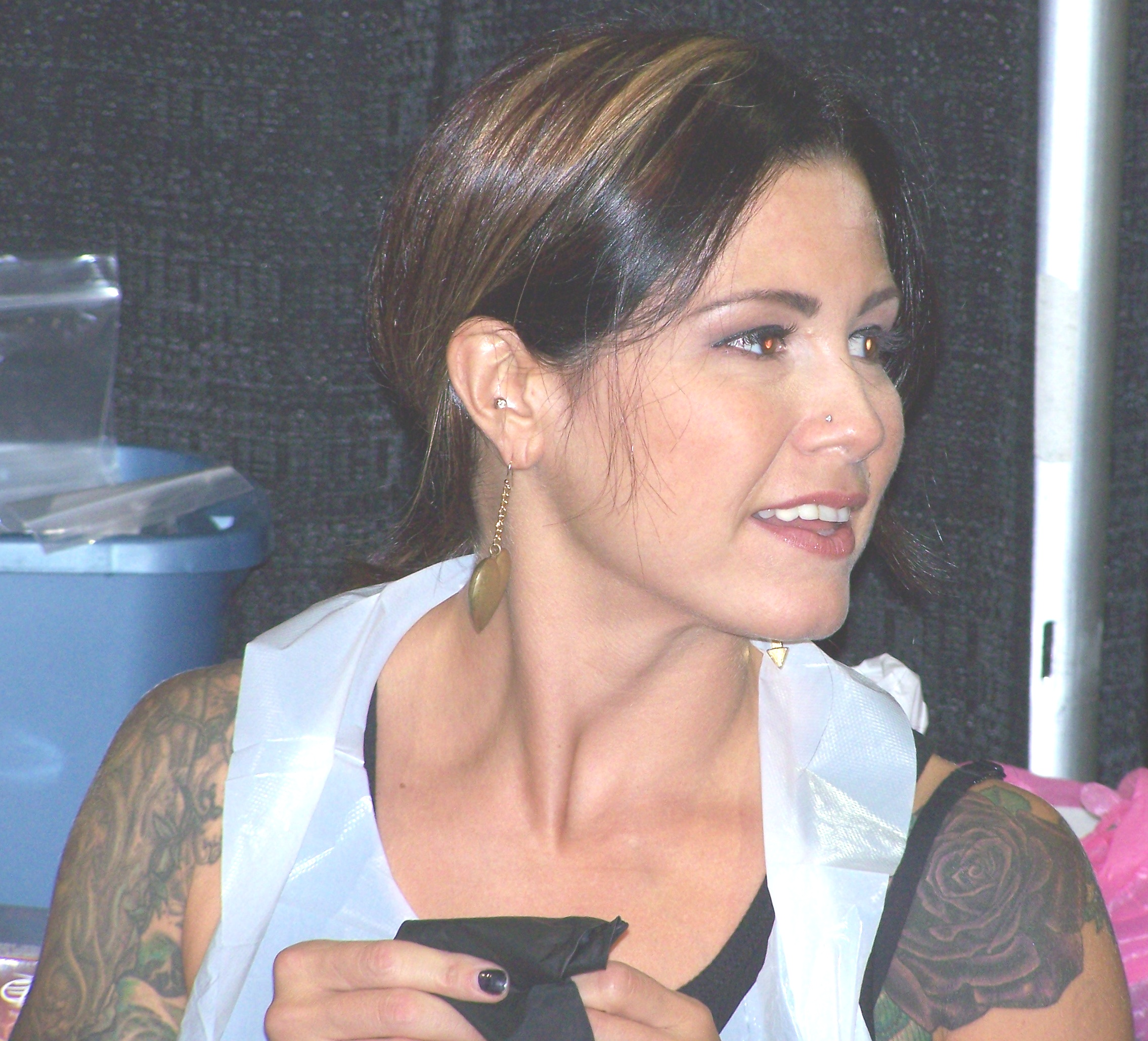
Kim Saigh

## Distribution

### Clients célèbres
Les célébrités suivantes sont apparues ou se sont fait tatouer dans l'émission L.A. Ink.
- Eric Balfour, acteur (Six Feet Under, 24 heures) — Épisode 1
- Steve-O, (Jackass) — Épisodes 2 & 5
- Ronald Jauculan, chanteur reggae
- Ralph Saenz, chanteur des Steel Panther
- Eve, artistes hip-hop — Épisode 3
- Jesse Metcalfe, acteur (Desperate Housewives) — Épisode 4
- Mike Vallely, skateur pro, chanteur du groupe Revolution Mother — Épisode 4
- Emerson Drive, groupe de musique country canadien — Épisode 5
- Scott Ian, guitariste (Anthrax) - Épisode 7
- Frank Iero, guitariste (My Chemical Romance) - Épisode 8
- Jesse Hughes, chanteur et guitariste (Eagles of Death Metal) - Épisode 9

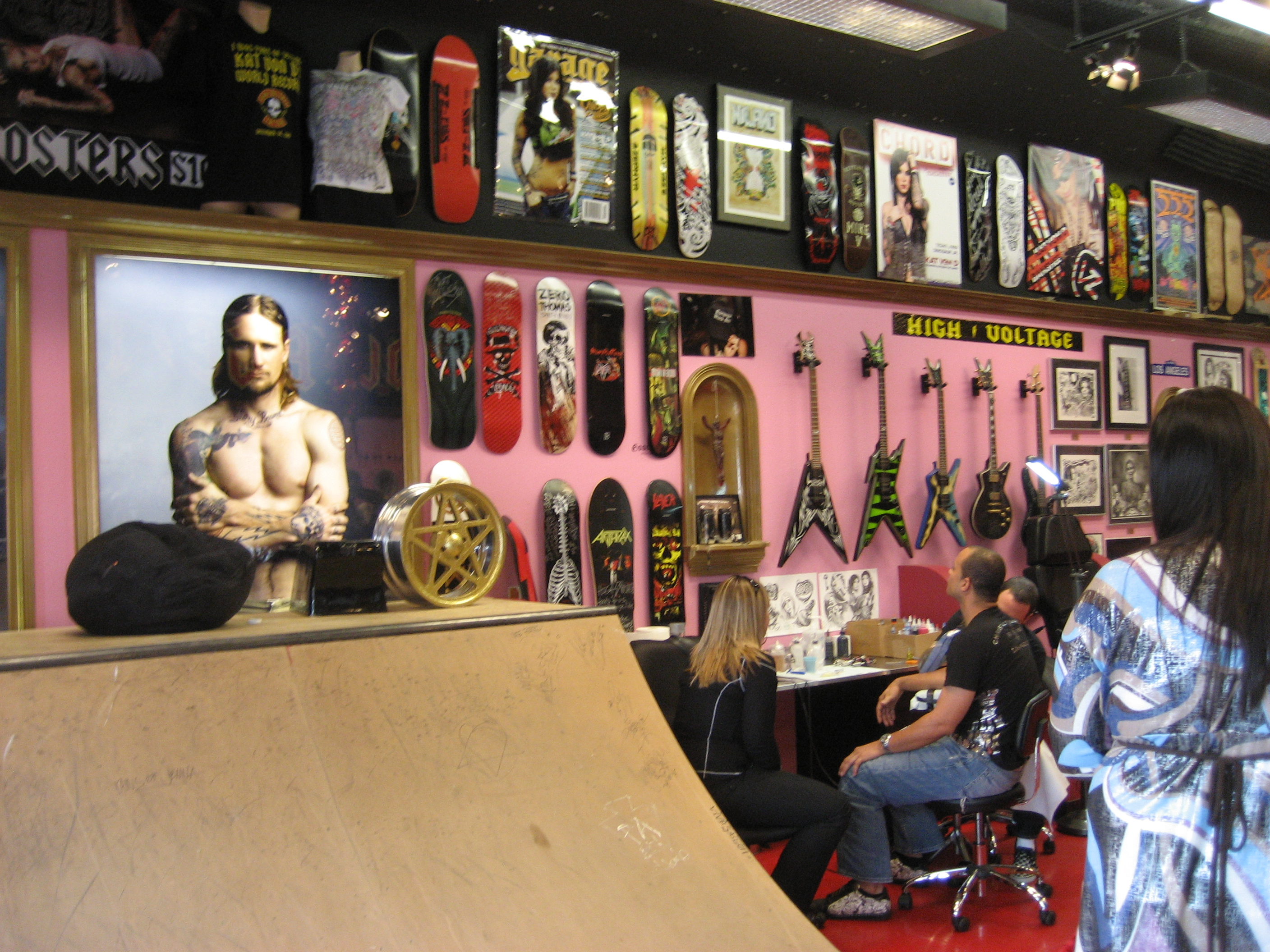
Vue du studio "High Voltage Tattoo"

- Jenna Jameson, actrice porno - Épisode 10
- Jeffree Star, MySpace celebrity - Épisode 10
- Matt Skiba (en), chanteur et guitariste du groupe Alkaline Trio - Épisode 10
- Sebastian Bach, chanteur du groupe Skid Row - Épisode 12
- Toryn Green (en), chanteur (Fuel) - Épisode 13
- Margaret Cho, actrice - Épisode 13
- Derek Hess, artiste
- Candice Michelle, actrice, Diva WWE
- Mike Escamilla, rider BMX pro, Petit ami de Kim dans un épisode
- Jared Leto, acteur, chanteur et guitariste du groupe Thirty Seconds to Mars - épisode inconnu
- Bam Margera - skateur pro, animateur télé (Viva La Bam, Jackass)
- Ville Valo - chanteur du groupe (HIM)
- Tom Green - chanteur, comédien
- Joanna Angel - actrice porno
- Ja Rule, rappeur
- The Game, rappeur
- Brennan Tiffany, chanteuse du groupe Space Station Wagon
- Amanda Beard - 7 fois championne olympique de natation - Saison 2 Épisode 8
- Blake Lewis - Finaliste American Idol
- Nikki Sixx - bassiste (Mötley Crüe)
- Lucas Silveira, chanteur et guitariste du groupe The Cliks
- Tim Lambesis, chanteur du groupe As I Lay Dying (band)
- Jeph Howard, bassiste du groupe (The Used)
- Tim Lopez, guitariste du groupe (Plain White T's) - Saison 2
- Patty Schemel, batteur du groupe Hole
- Dave Navarro, guitariste, présentateur de Ink Master
- Ronnie Radke, chanteur du groupe Falling in Reverse
- Wes Borland, guitariste Limp Bizkit
- Lemmy Kilmister, bassiste et chanteur du groupe Motörhead
- Lamar Odom, basketteur pro des Los Angeles Lakers
- Nick Wheeler, guitariste du groupe The All-American Rejects
- Zacky Vengeance, guitariste rythmique du groupe Avenged Sevenfold
- M. Shadows, chanteur du groupe Avenged Sevenfold